# Koronacja

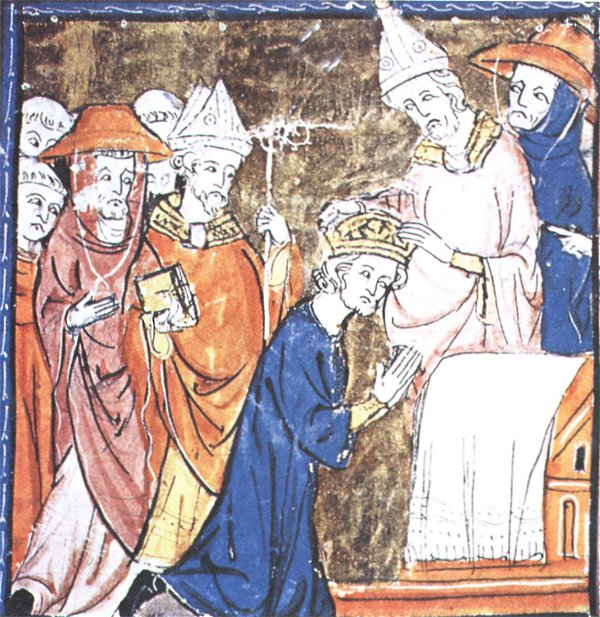
Koronacja Karola Wielkiego

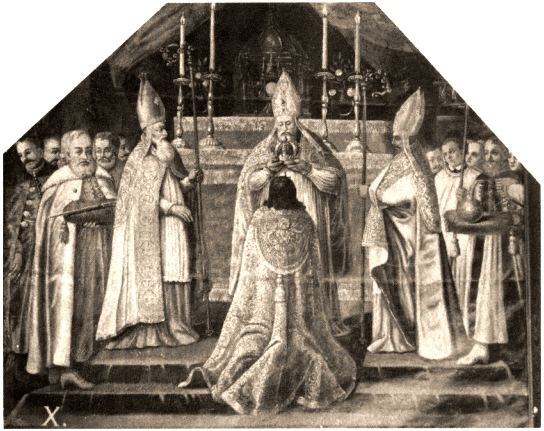
Koronacja Jana Kazimierza

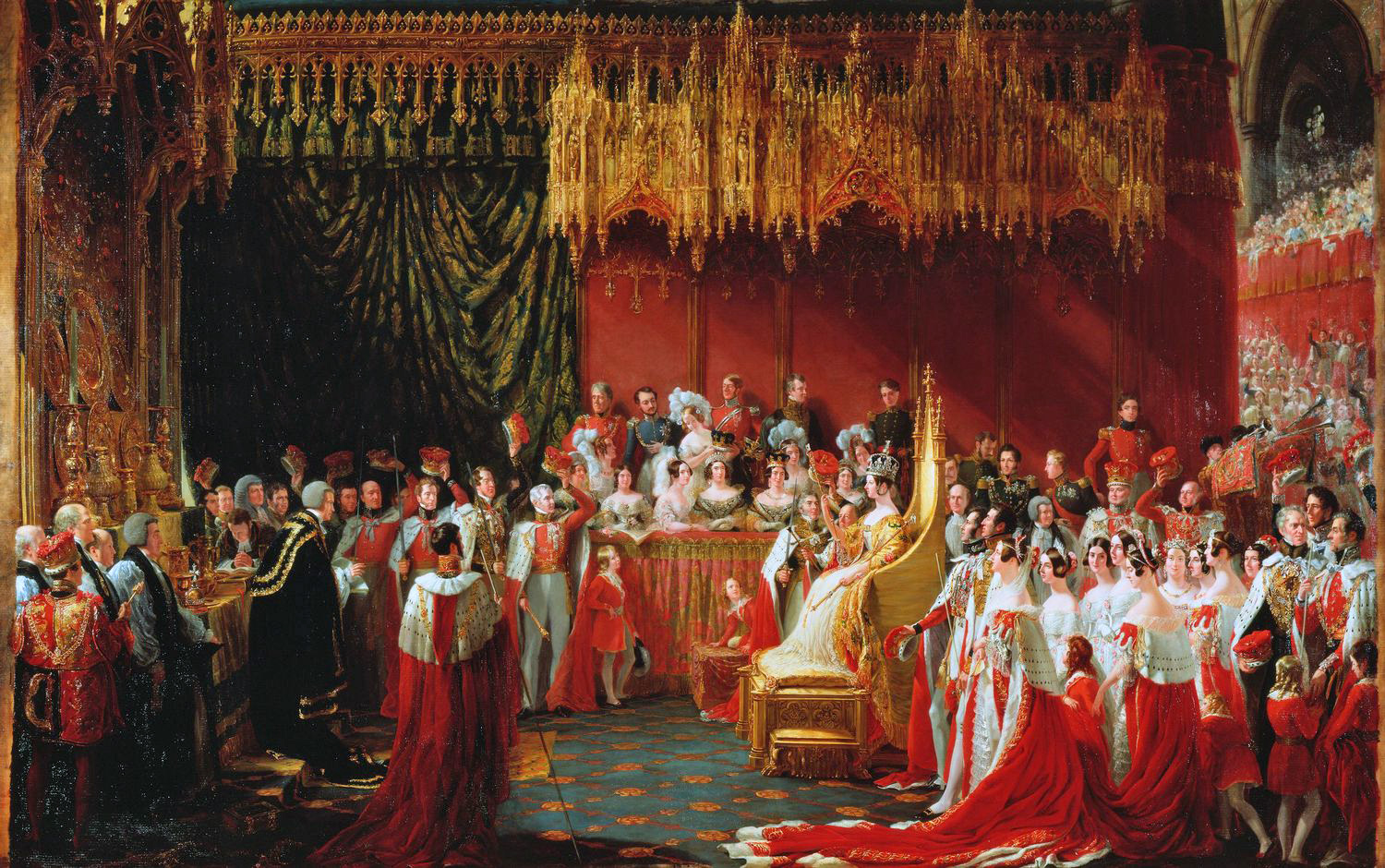
Koronacja królowej Wiktorii

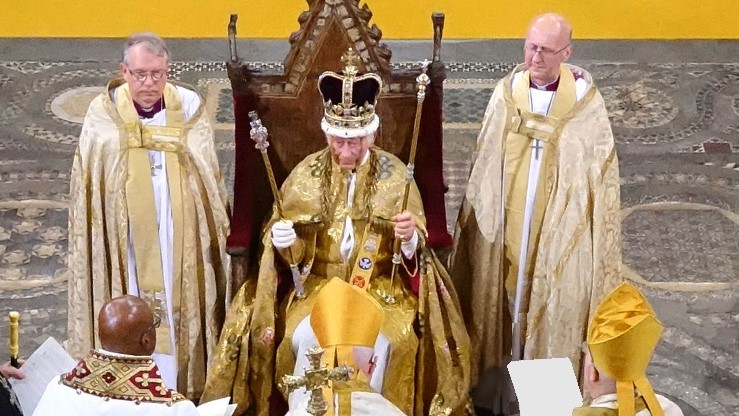
Koronacja króla Karola III Windsora

Koronacja – uroczysty akt, podczas którego wysoki dostojnik kościoła namaszcza obejmującego tron monarchę na króla lub cesarza.
Dawniej koronacja była aktem prawno-państwowego znaczenia, nadawała ona monarsze pełnię praw i władzy i poddani składali hołd wierności i posłuszeństwa po spełnionym akcie koronacyjnym.

## Starożytność
Zwyczaj koronacji związany z nałożeniem na głowę monarchy wieńca lub diademu narodził się w starożytności. Praktykowany był początkowo na Bliskim Wschodzie i w Persji. Z czasem obrzęd ten przyjął się też w innych częściach świata.
Ceremonia koronacji funkcjonowała w starożytnym Egipcie, gdzie dwaj arcykapłani wcielający się w rolę bogów Horusa i Tota przekazywali nowemu faraonowi podwójną koronę Górnego i Dolnego Egiptu oraz pastorał Heka i bicz Nehaha. W Asyrii nowy władca, poprzedzany przez kapłana wzywającego imienia boga, niesiony był procesyjnie do świątyni Aszura w mieście Aszur, gdzie oddawał hołd wizerunkowi boga, następnie zaś namaszczany był przez kapłanów i przyjmował insygnia władzy. W starożytnym Rzymie, ze względu na silne wpływy tradycji republikańskiej, początek panowania nowego cesarza w okresie pryncypatu wiązał się wyłącznie ze złożeniem stosownych ofiar. W późniejszych wiekach, od czasów panowania Juliana Apostaty, związany był z podniesieniem nowego władcy na tarczy przez dowódców jego wojsk.

## Kraje chrześcijańskie
W krajach chrześcijańskich koronacja była traktowana jako sakramentalia i wiązała się z uroczystą mszą świętą, podczas której arcybiskup metropolita nakładał koronę na głowę monarchy, a także, nawiązując do tradycji królów Izraela, namaszczał go olejami świętymi. Wiązało się to z wiarą, że wszelka władza pochodzi od Boga, a także że król jest posłańcem bożym (por. również J 19:10-11 – rozmowa Jezusa z Piłatem: „Rzekł więc Piłat do Niego: «Nie chcesz mówić ze mną? Czy nie wiesz, że mam władzę uwolnić Ciebie i mam władzą Ciebie ukrzyżować?» Jezus odpowiedział: «Nie miałbyś żadnej władzy nade Mną, gdyby ci jej nie dano z góry. Dlatego większy grzech ma ten, który Mnie wydał tobie».”). Jednocześnie potwierdzało to zwierzchność papieża nad monarchą (zob. papocezaryzm). Podczas swojej koronacji na Cesarza Francuzów Napoleon Bonaparte jakoby wziął koronę z rąk papieża i sam nałożył ją sobie na głowę, tym samym pokazując swoją niezależność wobec niego.
W poszczególnych krajach koronacja zwykle odbywała się w jednym kościele, który był najczęściej katedrą metropolitalną lub miał szczególne znaczenie. Tradycyjnie, królowie francuscy koronowani byli w Reims, angielscy w Opactwie Westminster. W Polsce, do 1320 koronacje odbywały się w Gnieźnie, a potem w Krakowie. Trzej królowie (Stanisław Leszczyński, Stanisław August Poniatowski i Mikołaj I) koronowani byli w Warszawie. Tradycyjnie koronacja trwała trzy dni, w piątek był post a główne uroczystości trwały od soboty, przy czym główny akt następował w niedzielę. W poniedziałek monarcha pokazywał się poddanym.
Królom elekcyjnym dopiero koronacja dawała prawo sprawowania rządów.

## Współczesność
Większość monarchii europejskich zaprzestała organizowania ceremonii koronacyjnych na przełomie XIX i XX wieku. Obecnie tylko królowie Wielkiej Brytanii i królowie Tonga są koronowani w uroczystości połączonej z liturgią mszalną. Inni monarchowie składają przysięgę na konstytucję w parlamencie lub ich intronizacja ma charakter świecki.